# Ottó Török
Ottó Török, född 1 november 1937 i Csillaghegy, är en ungersk före detta femkampare.
Török blev olympisk bronsmedaljör i modern femkamp vid sommarspelen 1964 i Tokyo.